# The Ladder (Album)
The Ladder ist das 16. Studioalbum der Band Yes. Es wurde im Jahr 1999 veröffentlicht. Der Arbeit an dem neuen Album war ein erneuter Besetzungswechsel vorausgegangen: Billy Sherwood war schon während der Arbeiten zum Vorgänger Open Your Eyes festes Mitglied geworden, nun wurde auch der bisherige Gastkeyboarder Igor Khoroshev zum festen Bandmitglied.

## Entstehung
The Ladder wurde nach dem Ende der Open Your Eyes-Tour (147 Shows in der Zeit vom 17. Oktober 1997 bis zum 14. Oktober 1998) bereits im November 1998 in Angriff genommen. Auf Vorschlag ihres Managements Left Bank und nach einem Besuch bei dem Produzenten Bruce Fairbairn in Vancouver im August 1998 hatten sich die Bandmitglieder darauf geeinigt, ihn als Produzenten und als objektive Instanz zu den Arbeiten an einem Album hinzuzuziehen. Erstmals nach langer Zeit produzierten sich Yes damit nicht selbst. Left Bank hatte bereits einige Male mit Fairbairn zusammengearbeitet, der zuvor Bands wie Bon Jovi, Aerosmith, AC/DC, Poison, The Cranberries, die Scorpions und Kiss produziert hatte. Er schien für alle Beteiligten die beste Wahl zu sein.
Die Band erarbeitete das Songmaterial nicht, wie so oft, direkt im Studio, die Musiker bereiteten vielmehr im Herbst im Proberaum (das „Sanctuary“ im kanadischen Vancouver) eine Fülle an Material vor, aus der Fairbairn aus etwa 15 Demos zunächst acht Stücke auswählte, die er für die besten hielt. Drei weitere kamen im Verlauf der Arbeiten dazu, darunter Homeworld (The Ladder). Die Sessions fanden ab Januar 1999 ebenso wie diese Vorarbeiten in Vancouver statt, die Aufnahmen begannen am ersten Februar. Der gesamte Aufenthalt der Band in Kanada nahm vier Monate in Anspruch.
Yes’ Plattenfirma drängte die Band dazu, ein zweites Fragile aufzunehmen, da dieses Album zu den künstlerisch wie kommerziell erfolgreichsten Progressive-Rock-Alben der Band zählt und gleichzeitig noch nicht so unzugänglich war wie einige ihrer experimentelleren Alben aus der Mitte der siebziger Jahre. Auch Going for the One (1977), ebenfalls ein Progressive-Rock-Album, das weniger komplexe Musik enthält, wurde als Referenz-Album genannt. Gleichzeitig sollte dieser Stil mit der eher Pop-Rock-orientierten Musik der kommerziell sehr erfolgreichen Trevor-Rabin-Ära in den 1980ern verschmolzen werden. Die Hoffnungen des Managements lagen diesbezüglich auf dem jungen Billy Sherwood, dem man als Anhänger der Rabin-Phase zutraute, die Musik der Band entsprechend zu beeinflussen. Fairbairn versuchte nun, die Band in diese Richtung zu lenken und legte zudem Wert darauf, die Band so frisch wie möglich klingen zu lassen und dem neuen Album so weit wie möglich einen „Live“-Klang zu verleihen. Dies zog nach sich, dass Yes sich von dem gewohnten ausgiebigen Feilen an den Arrangements, das z. B. das Ausbauen von Stücken oder die vor allem von Khoroshev beabsichtigte Verwendung zahlreicher unterschiedlicher Instrumente beinhaltete, verabschieden mussten. Fairbairn verwendete stattdessen oft die ersten Takes.
Die Atmosphäre bei den Arbeiten wird von allen Beteiligten als ausnehmend gut beschrieben – ungewöhnlich für eine Band, die sich in der Vergangenheit häufig während Plattenaufnahmen zerstritten hatte. Man schrieb diese positive Stimmung der neutralen Position Fairbairns zu, der als von allen respektierter Schiedsrichter zwischen den verschiedenen Fraktionen in der Band agierte und klar aussprach, was ihm gefiel oder nicht, sowohl, was die Musik, als auch was die Texte anging. Erstmals nach langen Jahren entstand wieder ein Yes-Album in echter Zusammenarbeit aller Beteiligten (der Vorgänger Open Your Eyes etwa war in erster Linie von Sherwood, Chris Squire und Alan White erarbeitet worden). Probleme entstanden allenfalls dadurch, dass Billy Sherwood nicht, wie eigentlich vorgesehen, eine ganze Reihe verschiedener Instrumente spielte, sondern vor allem die Gitarre übernahm, was in den Augen Steve Howes dessen Position in der Band beschnitt.
Als die Aufnahmen, die im April begonnen hatten, dann kurz vor ihrem Abschluss standen, verstarb Bruce Fairbairn im Alter von nur 49 Jahren plötzlich und unerwartet am 17. Mai 1999. Er war nicht, wie üblich, pünktlich im Studio erschienen, und Sänger Jon Anderson, der nachsehen wollte, ob alles in Ordnung sei, fand seine Leiche in Fairbairns Haus vor seinem Bett. Die letzten Aufnahmen (einige Gesangsspuren) und die endgültige Abmischung des Albums wurden daraufhin von Fairbairns langjährigen Mitarbeitern Mike Plotnikoff und Paul Silveira übernommen. Yes widmeten The Ladder ihrem verstorbenen Produzenten.
Noch während der Arbeit an dem Album hatten Anderson und der begeisterte Computerspieler Sherwood Kontakte zu dem in Vancouver lebenden Alex Garden von der Firma Sierra Studios geknüpft, die zu dieser Zeit sein Science-Fiction Computerspiel Homeworld entwickelte. Ursprüngliche Ideen zu einer engen Verknüpfung von Spiel und Musik wurden nicht verwirklicht, aber Anderson änderte den spirituell inspirierten Text des Songs The Ladder so, dass er auf den Inhalt des Spiels passte und benannte den Song in Homeworld (The Ladder) um. Im Gegenzug wurde dem Album eine zweite Disc mit einem Preview des Spiels beigegeben. Im Gegensatz zu dem Spiel hatte das Album jedoch keinen großen Erfolg, so dass die Synergien dieser Zusammenarbeit kaum genutzt werden konnten. The Ladder verkaufte sich trotz seiner Ankündigung als Verschmelzung des klassischen Band-Stils mit den modernen Yes nur unwesentlich besser als das heftig kritisierte Vorgängeralbum Open Your Eyes.
Nach dem Ende der The Ladder-Tour (6. September 1999 – 25. März 2000 (83 Shows)) verließ Sherwood die Band. Die Rollenverteilung mit Howe hatte nicht funktioniert, zudem hatte er ein Angebot, als Jingle-Komponist für eine amerikanische Werbefirma zu arbeiten. Er blieb jedoch mit dem Bassisten Squire befreundet und veröffentlichte mit diesem wie mit einigen anderen Yes-Musikern immer wieder Alben.
Khoroshev musste die Band am Ende der Masterworks Tour (20. Juni 2000 – 4. August 2000, 30 Shows) verlassen, weil er nach einem Konzert eine junge Frau sexuell belästigt hatte.

## Trackliste
1. Homeworld (The Ladder) – 9:32
2. It Will Be a Good Day (The River) – 4:54
3. Lightning Strikes – 4:35
4. Can I? – 1:32
5. Face to Face – 5:02
6. If Only You Knew – 5:43
7. To Be Alive (Hep Yadda) – 5:07
8. Finally – 6:02
9. The Messenger – 5:13
10. New Language – 9:19
11. Nine Voices (Longwalker) – 3:21

The Ladder (Eagle EAGCD088) erreichte Platz 36 in den englischen und Platz 99 in den amerikanischen Charts.
Anmerkungen:
- Alle Songs wurden von Jon Anderson, Steve Howe, Billy Sherwood, Chris Squire, Alan White und Igor Khoroshev geschrieben. Jon Anderson schrieb sämtliche Texte.
- Homeworld (The Ladder) (ursprünglich Climbing the Ladder) gehörte ursprünglich nicht zu den Songs, die Fairbairn für das Album ausgewählt hatte. Er wurde daraufhin überarbeitet und kam dadurch als letztes Stück auf The Ladder.
- Das Karibik-Flair von Lightning Strikes geht auf Jon Anderson und Alan White zurück, die beide kurz vor Beginn der Aufnahmen einige Zeit dort verbracht hatten.
- New Language zitiert einen Basslauf aus Roundabout vom Yes-Album Fragile
- Can I?, das während der vorausgehenden Tour entstanden war, zitiert eine Passage aus Andersons Stück We Have Heaven, ebenfalls von Fragile.
- Face to Face zitiert aus Lift Me Up von Union
- If Only You Knew ist Jon Andersons zweiter Frau Jane gewidmet, die ihn in den frühen neunziger Jahren durch eine schwere Zeit begleitet hatte.
- Finally geht auf Ideen Sherwoods und Squires zurück, die die beiden im Rahmen ihrer Arbeit am zweiten Conspiracy-Album entwickelten.
- The Messenger ist eine Hommage an Bob Marley. Bruce Fairbairn hatte Jon Anderson dazu angeregt, einen Song über eine bestimmte Person zu schreiben.
- Nine Voices (Longwalker) handelt von einem Indianer namens Longwalker, einem Bekannten Andersons, der sich für die Rechte nomadisch lebender Völker engagiert.

## Besetzung
- Jon Anderson – Gesang
- Steve Howe – Gitarre, Gesang
- Igor Khoroshev – Keyboards
- Billy Sherwood – Gitarre, Keyboards
- Chris Squire – Bass, Gesang
- Alan White – Schlagzeug

mit
- The Marguerita Horns (auf Lightning Strikes)
- Tom Keenlyside: Piccolo und Tenorsaxofon
- Derry Burns: Trompete
- Rod Murray: Posaune
- Tom Colclough: Altsaxofon
- Neil Nicholson: Tuba
- Randy Raine-Reusch: Weltmusikinstrumente

## Cover
Erneut wurde der Fantasy-Künstler Roger Dean engagiert, um das Cover eines Yes-Albums zu gestalten. Er verwendete ein neues Bild, eine an Sandburgen erinnernde Stadt, und platzierte darauf aber das bereits in den achtziger Jahren entwickelte quadratische Yes-Logo und den Titel des Albums in einer neu entwickelten Schrift.

## Rückschau
The Ladder, mit zwei Stücken nahe an der 10-Minuten-Grenze und einem an das klassische We Have Heaven erinnernden Can I? wurde von der Plattenfirma und in Vorab-Interviews von den Musikern als Rückkehr der Band zum Progressive-Stil der 70er Jahre beziehungsweise als Verschmelzung dieses Stils mit dem erfolgreichen Pop-Rock-Stil der Achtziger beworben. Dies reflektierte auch das Cover, das ein klassisches Roger-Dean-Design mit dem moderneren quadratischen Yes-Logo verband. Mit dieser auf Nostalgie setzenden Marketingstrategie schnitt man sich in Bezug auf die Verkaufszahlen jedoch ins eigene Fleisch, da das Album kaum klassischen Progressive Rock enthielt. Die vielen kürzeren, schlichteren Songs, die sich von dem Material des erfolglosen, pop-orientierten Vorgängeralbums Open Your Eyes kaum unterschieden, konnten keineswegs an die stilistische Tradition der großen Alben Fragile, Close to the Edge oder Tales from Topographic Oceans anknüpfen – eine Diskrepanz zwischen Werbung und musikalischem Gehalt, die die Anhänger der Band schnell bemerkten: Der Latin Pop (Lightning Strikes) und die Reggae-Einflüsse (The Messenger) sowie Background-Vocals wie „Hep Yadda“, „Ooh wop“ und „She-ay, Do wa bop“ befremdeten viele Fans angesichts einer Marketingstrategie, die ein klassisches Prog-Epos hatte erwarten lassen. Zudem stellte sich mit der Veröffentlichung heraus, dass die angekündigten Siebziger-Elemente weitgehend in einigen direkten Zitaten aus älteren Stücken (vor allem vom Album Fragile) bestanden, was Kritiker bald als „zu gewollt“ verwarfen.
Schlechte Verkaufszahlen und mäßige Kritiken bewogen die Band zu Versuchen, den Progressive-Rock-Charakter in Interviews noch weiter hervorzuheben: So wurden die drei Stücke Lightning Strikes, Can I? und Face to Face von den Musikern als eine Art Karibik-Trilogie beschrieben. Doch auch dies erwies sich letztlich als kontraproduktiv: Fans, die das Album und die drei in Wirklichkeit vollkommen eigenständigen Stücke bereits kannten, musste dies verwundern, während es Andere, die Yes mit diesem Musikstil nicht in Verbindung bringen konnten, dazu veranlasste, das Album erst gar nicht zu erwerben. Zur Enttäuschung aller Beteiligten verkaufte sich The Ladder dadurch kaum besser als sein Vorgänger (etwas über 200.000 Mal).
Dennoch schien die Band weiterhin geschlossen hinter dem Album zu stehen: Erstmals seit Jahren spielten Yes auf der anschließenden Tour ein neues Album nahezu komplett. Mit einigem Abstand gaben einzelne Musiker jedoch zu, selbst nicht von der Musik überzeugt gewesen zu sein. Vor allem Gitarrist Steve Howe machte etwa ein Jahr nach der Veröffentlichung seinem Ärger über das aus seiner Sicht allzu schwache Songmaterial Luft. Tatsächlich wurde nach der The-Ladder-Tour (bis auf Nine Voices) keines der Lieder jemals wieder live gespielt.

## Live
Einige Stücke von The Ladder sind auf der Live-DVD House of Yes – Live from House of Blues zu hören.